# Vincent Dujardin
Pour les articles homonymes, voir Dujardin.
Vincent Dujardin, né à Bruxelles en 1972, est un professeur d'histoire contemporaine à l'Université catholique de Louvain, spécialisé dans l'histoire de la monarchie belge, de la politique belge du XXe siècle et de la construction européenne. Depuis 2008, il préside l'Institut d'études européennes à l'Université catholique de Louvain.
Il a, depuis 2014, été sollicité plusieurs fois chaque année par les principaux médias francophones du pays pour commenter des événements liés à la monarchie belge ou étrangère.

## Publications
- Belgique 1949-1950. Entre Régence et Royauté, Bruxelles, Racine, 1995 (traduction néerlandaise: Gaston Eyskens tussen koning en regent. België 1949-1950: een sleuteljaar, 1996)
- Paul Van Zeeland, 1893-1973 (avec Michel Dumoulin), Éditions Racine, 1997, 283 p.  (ISBN 978-2-87386-114-8)[2].
- Jean Duvieusart (1900-1977). Europe, Wallonie-Bruxelles, Léopold III, Gerpinnes, Quorum, 2000
- Pierre Harmel, Éditions Le Cri, 2004, réed. 2021, 822 p. (ISBN 978-2-87106-727-6, présentation en ligne).
- L'union fait-elle toujours la force ? Nouvelle histoire de la Belgique, 1950-1970  (avec Michel Dumoulin), Éditions Le Cri, 2008, 227 p. (ISBN 978-2-87106-480-0, présentation en ligne)[3].
- Henry Bauchau dans la tourmente du XXe siècle. Configurations historiques et imaginaires  (avec Geneviève Duchenne et Myriam Watthee-Delmotte), Éditions Le Cri, 2008, 201 p. (ISBN 978-2-87106-475-6, présentation en ligne).
- Léopold II, entre génie et gêne: politique étrangère et colonisation, (avec Valérie Rosoux et Tanguy de Wilde d'Estmael), Éditions Racine, 2009, 412 p.  (ISBN 978-2-87386-621-1).
- Leopold II: ongegeneerd genie ? Buitenlandse politiek en kolonisatie, (met Pierre-Luc Plasman en Stéphanie Planche), Éditions Lannoo, 2009, 384 p.  (ISBN 978-9-02098-620-4).
- La crise économique et financière de 2008-2009: L'entrée dans le XXIe siècle ?  (avec Yves De Contr, Rafael Costa et Virginie de Moriame), Éditions Peter Lang AG, 2011, 383 p. (ISBN 978-9-05201-539-2, présentation en ligne)[4].
- Belgique, Europe et Outre-Mers. Liber amicorum Michel Dumoulin  (avec Pierre Tilly), Peter Lang, 2013 (ISBN 9782875740946)[5].
- Léopold III, (avec Michel Dumoulin et Mark Van den Wijngaert), Éditions André Versaille, 2014, 398 p.  (ISBN 978-2-50705-204-1).
- FDF, 50 ans d'engagement politique  (préf. Olivier Maingain, avec Vincent Delcorps), Bruxelles, Éditions Racine, 2014, 530 p. (ISBN 978-2-87386-889-5, présentation en ligne)[6].
- Les affaires étrangères au service de l'État belge: de 1830 à nos jours  (avec Rik Coolsaet et Claude Roosens), Éditions Mardaga, 2014, 490 p. (ISBN 978-9-40142-242-0, présentation en ligne)[7].
- Buitenlandse Zaken in België. Geschiedenis van een ministerie, zijn diplomaten en consuls van 1830 tot vandaag (met Rik Coolsaet en Claude Roosens), Lannoo, 2014, 435 p.  (ISBN 978-94-014-2241-3)
- (nl) Ondernemen voor welvaart: 125 VBO & beyond ou (fr) Entreprendre pour la Postérité  (avec Martine Maelschalck, Guy Tegenbos et Johan Van Praet), Éditions Lannoo Campus, 2020, 240 p. (ISBN 978-9-40146-656-1, présentation en ligne).
- La Belgique sans roi (1940-1950)  (avec Mark Van den Wijngaert), Éditions Le Cri, 2021 (ISBN 978-2-87106-810-5, présentation en ligne).
- Jean-Charles Snoy: Homme dans la Cité, artisan de l'Europe. 1907-1921  (avec Michel Dumoulin), Éditions Le Cri, 2010, réed. 2021, 240 p. (ISBN 978-2-87106-804-4, présentation en ligne)[8],[9],[10].